# Volker Pesch
Volker Pesch (* 15. November 1966 in Kempen am Niederrhein) ist ein deutscher Schriftsteller und Publizist.

## Leben und Werk
Pesch studierte von 1988 bis 1995 Politikwissenschaft, Geschichte und Philosophie an der Universität zu Köln, war wissenschaftlicher Mitarbeiter der Universität Greifswald, wo er 1999 promoviert wurde. Er wechselte als Hochschulassistent an die Universität Erfurt. Nach dem Ausscheiden aus dem Universitätsdienst im Jahr 2001 war er selbständig tätig, unter anderem als (Werbe-)Texter, Drehbuchautor für Web Based Trainings und DTP-Gestalter. Er schrieb Imagebroschüren und Ratekrimis, wirkte in verschiedenen nationalen und internationalen Projekten des Steinbeis Team Nordost mit und betreute für die Landeszentrale für politische Bildung Mecklenburg-Vorpommern ein Projekt der Erwachsenenbildung. Von 2016 bis 2020 leitete er einen Eigenbetrieb der Universitäts- und Hansestadt Greifswald, der u. a. das Segelschulschiff Greif bereedert. 2018 war er vertretungsweise Geschäftsführer der Greifswalder Stadtmarketing GmbH. Seit Januar 2022 ist er Textchef der Kroepelin Projekt GmbH Berlin.
Von 2005 bis 2019 war Pesch Vorsitzender des Vorstands des Greifswalder Museumshafen e.V. und von 2009 bis 2013 der bundesweiten Arbeitsgemeinschaft Deutscher Museumshäfen e.V. In diesen Funktionen hat er sich intensiv für den Erhalt der deutschen Traditionsschiffe eingesetzt. Im Jahr 2001 war er Gründungsvorsitzender des Greifswalder Museumswerft e.V. Darüber hinaus war und ist er vielfältig ehrenamtlich engagiert, unter anderem als Geschäftsführer des Nordwind Segeln e.V. und des Kulturfelder e.V.
Pesch schreibt Kriminalromane, Erzählungen und Sachbücher. Sein journalistisches Werk umfasst in erster Linie Beiträge zu Traditionsschifffahrt und maritimer Geschichte sowie zu Themen rund um Naturschutz und Jagd. Er betreut u. a. die Rubrik Im Bücherwald des Magazins Halali und rezensiert dort neu erschienene Fachbücher und Belletristik.
Pesch lebt gemeinsam mit seiner Frau in der Nähe von Greifswald.

## Buchveröffentlichungen
- (Hrsg.) Ende der Geschichte oder Kampf der Kulturen?, Steinbecker Verlag 1997, ISBN 3-931483-15-0
- Handlungstheorie und Politische Kultur, Fachbuch, Westdeutscher Verlag 2000, ISBN 978-3-531-13513-7
- Denn wer da hat, dem wird gegeben, Kriminalroman, CMZ Verlag 2017, ISBN 978-3-87062-199-5
- Dornen und Disteln soll er dir tragen, Kriminalroman, CMZ Verlag 2017, ISBN 978-3-87062-279-4
- Lockruf der Kulturlandschaft. Geschichten aus dem Jagdrevier, Jagderzählungen, Neumann-Neudamm 2019, ISBN 978-3-7888-1978-1
- Der letzte Grund, Kriminalroman, Pendragon Verlag 2021, ISBN 978-3-86532-748-2
- (Hrsg.) Lust auf Jagd. Argumente, Standpunkte, Perspektiven, Sachbuch, Verlag Müller Rüschlikon 2022, ISBN 978-3-275-02248-9
- Im Peenetal, Reportagen und Erkundungen, Edition Nordwind 2022, ISBN 978-3-00-072206-6
- (gemeinsam mit T. Dautzenberg) Vom Jagdhund zum Jagdgefährten. Zeitgemäße Ausbildung für Jagd und Freizeit, Sachbuch, Verlag Müller Rüschlikon 2023, ISBN 978-3-275-02279-3